# Онешть (Страшенський район)
Онешть (рум. Onești) — село у Страшенському районі Молдови. Утворює окрему комуну.

## Населення
За даними перепису населення 2004 року у селі проживали 924 особи.
Національний склад населення села:
| Національність   | Кількість осіб | Відсоток   |
| ---------------- | -------------- | ---------- |
| молдавани румуни | 905 7          | 97,9% 0,8% |
| росіяни          | 7              | 0,8%       |
| українці         | 5              | 0,5%       |
| Всього           | 924            | 100%       |